# Till Behrens
Till Behrens (* 2. Oktober 1931 in Berlin-Wannsee) ist ein deutscher Architekt, Stadtplaner und Industriedesigner.

## Leben und Wirken
Behrens ist der Sohn des Ingenieurs und Erfinders Josef Behrens und ein Enkel des Architekten Peter Behrens und der Kunstgewerblerin Lilli Behrens. Petra Fiedler war seine Tante. Till Behrens schloss die Schule mit der Mittleren Reife ab und absolvierte zunächst eine Lehre als Elektromechaniker, bevor er Architektur studierte.
Behrens plante und errichtete Industrie-, Verwaltungs-, Wohn- und Sakralbauten. Dem sozialen Wohnungsbau setzte Behrens ein Maisonette-Bausystem für flexibles Wohnen gegenüber, bei dem sich je nach Bedarf Wohnungen in mehreren für die jeweiligen Lebensabschnitte nötigen Größen herausschneiden lassen, die ein Nebeneinander- oder Zusammenleben verschiedener Generationen einer Familie ermöglichen sollen. Die Wohnungen können geteilt, erweitert, verändert und später nach Bedarf wieder anders zusammengesetzt werden, ohne dass dabei Erschließungen durch Wohnräume erfolgen müssen (wie z. B. bei Le Corbusiers Grundrissen für die Unité d’Habitation).
In der Tages- und Fachpresse wurden Till Behrens’ ökologische Holz-Skelettbauten mit integrierter Verglasung viel publiziert und als großzügig gelobt.
Die von ihm entworfene Kirche mit Gemeindezentrum in Villa General Belgrano bei Córdoba (Argentinien) hat eine Art begrünten Innenhof. Sie wurde zu einem Wallfahrtszentrum für das ca. 500 km entfernte Buenos Aires.
Behrens lehrte an der Universität Stuttgart, der Hochschule für Gestaltung in Offenbach am Main, der Universität Kassel und der University of Applied Sciences FH Wiesbaden Entwurf, Baukonstruktion, Architekturtheorie, Stadt- und Landschaftsplanung, Produktdesign und Gestaltung. Der hessische Minister des Inneren berief Behrens in den Sachverständigen-Ausschuss der Architektenkammer Hessen, dem er 10 Jahre diente. Seit ungefähr 45 Jahren ist Behrens in den Bereichen Architektur, Stadt- und Landschaftsplanung und Produktdesign Juror (Fachpreisrichter) in Wettbewerben.

## Stadt- und Landschaftsplanung
Behrens äußerte in den 1960er Jahren, im Nachkriegs-Wiederaufbau vieler Städte seien Fehler gemacht worden. Er entwickelte eine Zuordnung von urbaner Bebauung zu Freiraum; dieser solle als „Katalysator“ fungieren. Seine Idee eines postindustriellen Kulturraums übertrug er mit Hilfe von Frankfurter Bürgern, die sich gegen die zusammenhanglose Zerstörung vorhandener gewachsener Ressourcen durch Bauvorhaben der Stadt wehrten, auf seine Stadtentwicklungskonzeption von 1970/71 Grüngürtel mit Mainquerspange, Museumsufer, Randbebauungen und Verkehrsbündelungen, bekannt als Frankfurter Grüngürtel-Flussufer-Konzeption.
Behrens promovierte als Professor mit der Konzeption bei Lucius Burckhardt noch zum Dr.-Ing. Nach Ebenezer Howards Gartenstadtplanungen ist es das erste Stadtentwicklungskonzept, das vom Grünraum ausgeht und der erste Grüngürtel der Geschichte, der nicht um, sondern auf Restgrünflächen nachträglich durch eine Stadt geführt und mit einer Flussufer-Konzeption verbunden und zudem land-, forst- und wasserwirtschaftlich angelegt und gepflegt wird, um dem Steuerzahlen Kosten zu ersparen und um landwirtschaftliche Existenzen zu sichern. Die Stadt Frankfurt übernahm sowohl den Teil Museumsufer, als auch den Teil Grüngürtel, jedoch, wie Behrens der Stadt vorwirft, in beiden Fällen plagiatorisch.
Im Fall Museumsuferkonzeption bestätigte Frankfurts ehemaliger Kulturdezernent Hilmar Hoffmann in seinem Bericht Das Frankfurter Museumsufer im Band Museumsarchitektur in Frankfurt 1980–1990:

„Heinrich Klotz […] Peter Iden […] und ich selbst konnten relativ schnell und problemlos und jenseits von parteitaktischen Überlegungen Walter Wallmann davon überzeugen, dieses Konzept eines Frankfurter Museumsufers zu seinem eigenen zu machen.“

Im Fall der Grüngürtelkonzeption zeichnete 1991 die Hessische Landesregierung auf der Basis des Urteils einer 14-köpfigen Jury Behrens’ Stadtentwicklungskonzeption aus.
Behrens’ 1970/71 entstandene, vom Frankfurter Forum für Stadtentwicklung und der Tages- und Fachpresse ab 1973 publizierte Konzeption für eine „Wiederbewohnbarmachung der Stadt“ hatte auch Ergebnisse von lufthygienisch-meteorologischen Modelluntersuchungen in der Region Untermain genutzt, die im Auftrag der NATO für die Rhein-Main-Region (sowie für Ankara und St. Louis) durchgeführt worden waren. Behrens’ Konzeption enthielt Frischluftschneisen, Grünradialen und „Frischluftregenerationsräume“. Diese wurden jedoch von der Stadt nicht realisiert, ebenso wenig der von Behrens geplante südliche Teil des Grüngürtels mit Wohnbereichen.

### Industriedesign

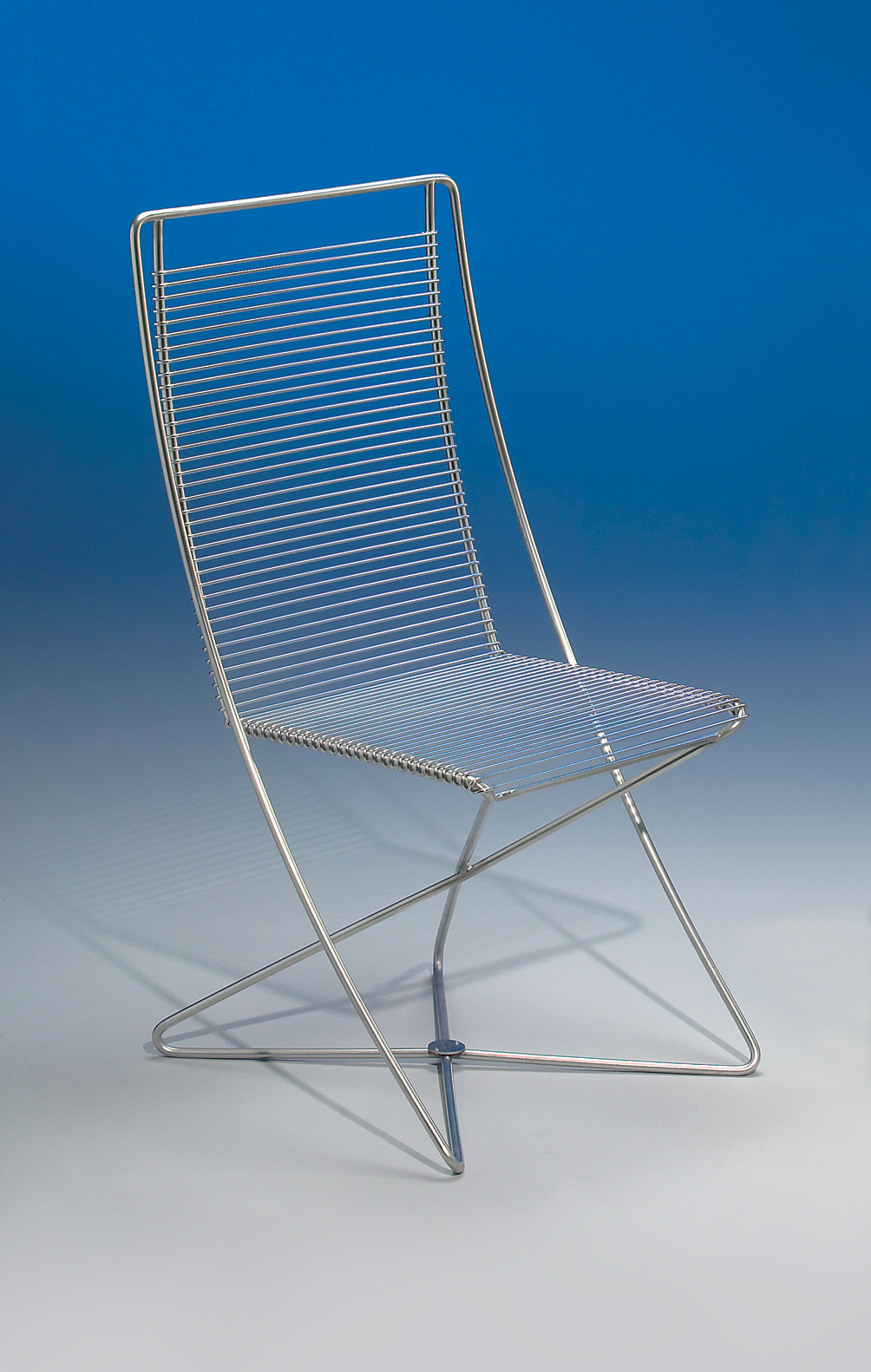
Kreuzschwinger

Anfang der 1960er Jahre entwickelte Behrens die ersten sicher zu bedienenden Sprühkappen für Aerosol-Flaschen. Er entwickelte ferner den Kreuzschwinger, ein Sitz- und Liegemöbel, das ohne Mechanik gleichmäßig nach vorne und hinten schwingen kann und sich jeder Haltungsänderung anpassen. Die Freischwinger der 1920er Jahre konnten nicht schwingen, da sie einseitig starr sind und sich nicht absenken können. Kreuzschwinger dagegen senken sich je nach Belastung nach vorne und hinten ab. Sie wurden vielfach ausgezeichnet, in zahlreiche in- und ausländische Museen aufgenommen und erhielten als erstes Sitzmöbel in der Geschichte den weitreichenden Urheberschutz „Angewandte Kunst“ gerichtlich zugesprochen.
Der Kreuzschwinger ist auf dem Rücken des Kompendiums 1000 Chairs des Taschen-Verlages abgebildet.

## Publikationen (Auswahl)
- Grüngürtel. Verlag Dieter Fricke, Frankfurt am Main 1988, ISBN 3-88184-099-0.
- Grüngürtel. Frankfurt am Main. Die Stadt wieder bewohnbar machen. Verlag Jochen Rahe, 1992, ISBN 3-9803080-1-4.
- Eine Innovation wird geplündert – Grüngürtel-Flußuferkonzeption  1969–1994 – Im Spiegel der Presse und von Zeitdokumenten, Wiesbaden 1994, ISBN 3-923068-22-0.
- mit Andreas Lubberger (Mitwirkender) und Aktion Plagiarius (Herausgeber): Frankfurter Grüngürtel-Flussufer-Konzeption 1969–2014 – Geschichtsfälschung – Plagiat – Bürgerbevormundung. Gebrüder Mann Verlag, Berlin 2016, ISBN 978-3-7861-2679-9.
- mit verschiedenen Autoren und Aktion Plagiarius (Herausgeber): Kreuzschwinger – Dynamic Seating / Dynamisches Sitzen. Gebrüder Mann Verlag, Berlin 2008, ISBN 978-3-7861-2570-9.